# Libocký potok
Libocký potok (německy Leibitschbach) je levostranný přítok řeky Ohře v okresech Cheb a Sokolov v Karlovarském kraji. Délka toku činí 30,3 km. Plocha povodí měří 86,1 km². Tvoří hranici mezi Chebskem a Čechy.

## Průběh toku
Potok pramení v lesích zhruba 4 km jihozápadně od města Kraslice v okrese Sokolov. Horní tok potoka nad soutokem s potokem Zadní Liboc bývá též označován jako Přední Liboc. Zhruba 4 km pod tímto soutokem vzdouvá jeho vody vodní nádrž Horka, která slouží především jako zdroj pitné vody. Od nádrže jeho tok směřuje jižním směrem, protéká Kaceřovem. Vlévá se zleva do Ohře na jejím 219,4 říčním kilometru u města Kynšperk nad Ohří.

### Větší přítoky
- levé – Studenecký potok
- pravé – Čirý potok, Zadní Liboc

## Vodní režim
Hlásný profil:
| místo        | říční km | plocha povodí | průměrný průtok (Qa) | stoletá voda (Q100) |
| ------------ | -------- | ------------- | -------------------- | ------------------- |
| pod VD Horka | 16,70    | 71,02 km²     | 0,56 m³/s            | 63,3 m³/s           |